# JAPAN RUGBY LEAGUE ONE 2022-23 DIVISION 2
ジャパンラグビーリーグワン 2022-23 DIVISION 2（ジャパンラグビー・リーグワン2022-23 ディビジョン2）は、2022年12月17日から2023年4月22日にかけて開催された日本のラグビーユニオンによる社会人リーグ戦である。

## 出来事
- 2022-23シーズンでは、NTTグループのラグビーチーム再編成[1][2][3] により、DIVISION2は新事業会社ので新たに活動するチームの名称「浦安D-Rocks」が発表される。新事業会社「NTT Sports Ｘ」が運営する[4]。
- 日野レッドドルフィンズは、第4節終了後の2023年2月3日付で活動の無期限停止を決定[5]、第5節（2023年2月4日）からシーズン終了まで活動を停止した。ジャパンラグビーリーグワンは、同チームを3月15日に けん責処分とし[6]、DIVISION3へ自動降格となった。その後2023年4月以降、活動を順次再開した[7]。
- 2022-23シーズンの年間表彰式「NTTリーグワンアワード2022-23」のDIVISION2部門において、優勝した浦安D-Rocksのほか、フェアプレーチーム賞（反則などが最少）は三重ホンダヒートが、MVPはトム・バンクス（三重H）が、プレーヤー・オブ・ザ・シーズンはパブロ・マテーラ（三重H）が、ゴールデンショルダー（ベストタックラー）はジミー・トゥポウ（浦安DR）とパブロ・マテーラが受賞した[8]。

## アーリーエントリー
この2022-23シーズンから、アーリーエントリー制度を導入し、大学最終学年の選手が卒業前にリーグワン公式戦に出場できるようになった。

## チーム
| チーム名 （呼称）            | 略称   | 主たるホームスタジアム                        |
| ---------------------------- | ------ | --------------------------------------------- |
| 浦安D-Rocks                  | 浦安DR | 駒沢オリンピック公園総合運動場陸上競技場      |
| 釜石シーウェイブスRFC        | 釜石SW | 釜石鵜住居復興スタジアム                      |
| 清水建設江東ブルーシャークス | 江東BS | 江東区夢の島陸上競技場                        |
| 豊田自動織機シャトルズ愛知   | S愛知  | パロマ瑞穂ラグビー場                          |
| 日野レッドドルフィンズ       | 日野RD | 秩父宮ラグビー場                              |
| 三重ホンダヒート             | 三重H  | 三重交通Gスポーツの森鈴鹿サッカー・ラグビー場 |

## 選手記録
2022-23シーズンDIVISION2 リーグ戦全10試合において。
- 最多得点：オテレ・ブラック（浦安D-Rocks）101点
- 最多トライ：ラリー・スルンガ（浦安D-Rocks）8トライ
- 最多ボールキャリー：トム・バンクス（三重ホンダヒート）147 - ボールを持ってプレーをした数
- 最多ゲインメーター：トム・バンクス（三重ホンダヒート）1,523m - ボールを持ってゲインラインを越えてプレーした距離
- 最多ラインブレイク：トム・バンクス（三重ホンダヒート）13 - ラン、キック、インターセプトで最初にディフェンスのラインをブレイクした数（クリーンブレイク）
- 最多ディフェンス突破：サミソニ・トゥア（浦安D-Rocks） - ボールを持った選手がディフェンスの選手をかわす、倒すなどして突破した数（1人突破ごとに1カウント）
- 最多オフロードパス：ジョー・カマナ（豊田自動織機シャトルズ愛知）15 - タックルを受けながら出したパスの数
- 最多タックル成功：フランコ・モスタート（三重ホンダヒート）127 - タックルが成立した数（ミスタックルや、相手選手にオフロードパス、トライを許したタックルは除く）
- 最多ラインアウト成功：ベンジャミン・ニーニー（日本製鉄釜石シーウェイブス|釜石シーウェイブスRFC）63 - ラインアウトでボールのキャッチを成功した数

### JAPAN RUGBY LEAGUE ONE個人賞
「JAPAN RUGBY LEAGUE ONE個人賞獲得者一覧」を参照。

## 順位

### リーグ戦順位
| \| \| JAPAN RUGBY LEAGUE ONE 2022-23 DIVISION 2 順位表（2023年4月1日時点[13]） \| 編集 \| |                                                                      |        |        |    |    |    |      |      |        |  |  |  |  |  |
| | チーム                                                               | 試合数 | 勝ち点 | 勝 | 分 | 負 | 得点 | 失点 | 得失差 |  |  |  |  |  |
| 1 | 浦安D-Rocks                                                          | 10     | 46     | 10 | 0  | 0  | 507  | 153  | 354    |  |  |  |  |  |
| 2 | 三重ホンダヒート                                                     | 10     | 38     | 8  | 0  | 2  | 358  | 185  | 173    |  |  |  |  |  |
| 3 | 豊田自動織機シャトルズ愛知                                           | 10     | 26     | 6  | 0  | 4  | 297  | 315  | -18    |  |  |  |  |  |
| 4 | 清水建設江東ブルーシャークス                                         | 10     | 12     | 3  | 0  | 7  | 151  | 336  | -185   |  |  |  |  |  |
| 5 | 釜石シーウェイブス                                                   | 10     | 9      | 2  | 0  | 8  | 245  | 485  | -240   |  |  |  |  |  |
| 6 | 日野レッドドルフィンズ                                               | 10     | 7      | 1  | 0  | 9  | 124  | 208  | -84    |  |  |  |  |  |
| |                                                                      |        |        |    |    |    |      |      |        |  |  |  |  |  |
| - 勝ち点は、勝ち4点、引き分け2点、負け0点。 - ただし、7点差以内の負けは1点を付与、3トライ差以上での勝ちは追加で1点を付与。 - 同じ勝ち点である場合は下記の順番で順位を決定する。 1. 勝ち点 2. 勝利数 3. ①および②が同数であったチーム間の勝ち点 4. ①、②および③が同数であったチーム間の得失点差 5. 全試合の得失点差 6. 当該チーム間のトライ数 7. 全試合でのトライ数 8. 当該チーム間のトライ後のゴール数 9. 全試合でのトライ後のゴール数 10. 抽選 |                                                                      |        |        |    |    |    |      |      |        |  |  |  |  |  |
| | JAPAN RUGBY LEAGUE ONE 2022-23 DIVISION 2 順位表（2023年4月1日時点） | 編集   |        |    |    |    |      |      |        |  |  |  |  |  |

### 最終順位
順位決定戦での戦績と最終順位。その後に行われた入替戦の結果も付記した。
| 最終順位 | チーム                       | 試合数 | 勝点 | 勝 | 分 | 負 | 得点 | 失点 | 得失差 | 入替戦の結果            | 備考          |
| -------- | ---------------------------- | ------ | ---- | -- | -- | -- | ---- | ---- | ------ | ----------------------- | ------------- |
| 1        | 浦安D-Rocks                  | 2      | 9    | 2  | 0  | 0  | 79   | 40   | 39     | 次季DIVISION2に残留     | [ 16 ] [ 17 ] |
| 2        | 三重ホンダヒート             | 2      | 4    | 1  | 0  | 1  | 42   | 61   | -19    | 次季DIVISION1へ昇格     | [ 18 ]        |
| 3        | 豊田自動織機シャトルズ愛知   | 2      | 1    | 0  | 0  | 2  | 25   | 45   | -20    | 次季DIVISION2に残留     | [ 19 ]        |
| 最終順位 | チーム                       | 試合数 | 勝点 | 勝 | 分 | 負 | 得点 | 失点 | 得失差 | 入替戦の結果            | 備考          |
| 4        | 日本製鉄釜石シーウェイブス   | 1      | 5    | 1  | 0  | 0  | 38   | 10   | 28     | 次季DIVISION2に残留     | [ 20 ]        |
| 5        | 清水建設江東ブルーシャークス | 1      | 0    | 0  | 0  | 1  | 10   | 38   | -28    | 次季DIVISION3へ降格     | [ 21 ]        |
| 6        | 日野レッドドルフィンズ       | -      | -    | -  | -  | -  | -    | -    | -      | 次季DIVISION3へ自動降格 | [ 22 ]        |

## 試合一覧

### リーグ戦

#### 第1節
| 2022年12月17日 12:00 | 三重ホンダヒート | 27-35 | 浦安D-Rocks | 三重交通Gスポーツの森鈴鹿サッカー・ラグビー場 観客数: 3,048人 |
| 2022年12月17日 12:00 | レポート         |       |             | 三重交通Gスポーツの森鈴鹿サッカー・ラグビー場 観客数: 3,048人 |

| 2022年12月17日 12:00 | 日野レッドドルフィンズ | 46-26 | 釜石シーウェイブスRFC | 武蔵野市立武蔵野陸上競技場 観客数: 2,040人 |
| 2022年12月17日 12:00 | レポート               |       |                       | 武蔵野市立武蔵野陸上競技場 観客数: 2,040人 |

| 2022年12月18日 14:30 | 豊田自動織機シャトルズ愛知 | 30-19 | 清水建設江東ブルーシャークス | パロマ瑞穂ラグビー場 観客数: 1,337人 |
| 2022年12月18日 14:30 | レポート                   |       |                              | パロマ瑞穂ラグビー場 観客数: 1,337人 |

#### 第2節
| 2022年12月24日 12:00 | 浦安D-Rocks | 68-17 | 清水建設江東ブルーシャークス | ヨドコウ桜スタジアム 観客数: 1,476人 |
| 2022年12月24日 12:00 | レポート    |       |                              | ヨドコウ桜スタジアム 観客数: 1,476人 |

| 2022年12月25日 14:30 | 豊田自動織機シャトルズ愛知 | 37-31 | 日野レッドドルフィンズ | パロマ瑞穂ラグビー場 観客数: 1,225人 |
| 2022年12月25日 14:30 | レポート                   |       |                        | パロマ瑞穂ラグビー場 観客数: 1,225人 |

| 2022年12月25日 12:00 | 釜石シーウェイブスRFC | 12-75 | 三重ホンダヒート | 釜石鵜住居復興スタジアム 観客数: 1,167人 |
| 2022年12月25日 12:00 | レポート              |       |                  | 釜石鵜住居復興スタジアム 観客数: 1,167人 |

#### 第3節
| 2023年1月14日 12:00 | 浦安D-Rocks | 55-16 | 豊田自動織機シャトルズ愛知 | 駒沢オリンピック公園陸上競技場 観客数: 2,846人 |
| 2023年1月14日 12:00 | レポート    |       |                            | 駒沢オリンピック公園陸上競技場 観客数: 2,846人 |

| 2023年1月14日 14:30 | 清水建設江東ブルーシャークス | 22-44 | 釜石シーウェイブスRFC | 江東区夢の島陸上競技場 観客数: 1,212人 |
| 2023年1月14日 14:30 | レポート                     |       |                       | 江東区夢の島陸上競技場 観客数: 1,212人 |

| 2023年1月15日 12:00 | 三重ホンダヒート | 20-19 | 日野レッドドルフィンズ | 三重交通Gスポーツの森鈴鹿サッカー・ラグビー場 観客数: 2,431人 |
| 2023年1月15日 12:00 | レポート         |       |                        | 三重交通Gスポーツの森鈴鹿サッカー・ラグビー場 観客数: 2,431人 |

#### 第4節
| 2023年1月21日 12:00 | 日野レッドドルフィンズ | 26-41 | 浦安D-Rocks | AGFフィールド 観客数: 1,097人 |
| 2023年1月21日 12:00 | レポート               |       |             | AGFフィールド 観客数: 1,097人 |

| 2023年1月21日 14:30 | 清水建設江東ブルーシャークス | 10-29 | 三重ホンダヒート | 江東区夢の島陸上競技場 観客数: 1,001人 |
| 2023年1月21日 14:30 | レポート                     |       |                  | 江東区夢の島陸上競技場 観客数: 1,001人 |

| 2023年1月28日 12:00 | 豊田自動織機シャトルズ愛知 | 64-14 | 釜石シーウェイブスRFC | パロマ瑞穂ラグビー場 観客数: 1,505人 |
| 2023年1月28日 12:00 | [ レポート]                |       |                       | パロマ瑞穂ラグビー場 観客数: 1,505人 |

#### 第5節
| 2023年2月4日 14:30 | 日野レッドドルフィンズ | 中止 | 清水建設江東ブルーシャークス | AGFフィールド 観客数: -人 |
| 2023年2月4日 14:30 |                        |      |                              | AGFフィールド 観客数: -人 |

- 2023年2月3日に日野レッドドルフィンズが活動の無期限停止を発表。日野レッドドルフィンズは勝点0、清水建設江東ブルーシャークスは勝点4[23]。

| 2023年2月5日 14:30 | 三重ホンダヒート | 46-24 | 豊田自動織機シャトルズ愛知 | 三重交通Gスポーツの森鈴鹿サッカー・ラグビー場 観客数: 2,089人 |
| 2023年2月5日 14:30 | レポート         |       |                            | 三重交通Gスポーツの森鈴鹿サッカー・ラグビー場 観客数: 2,089人 |

| 2023年2月11日 13:00 | 浦安D-Rocks | 64-26 | 釜石シーウェイブスRFC | 駒沢オリンピック公園陸上競技場 観客数: 3,765人 |
| 2023年2月11日 13:00 | レポート    |       |                       | 駒沢オリンピック公園陸上競技場 観客数: 3,765人 |

#### 第6節
| 2023年2月18日 14:30 | 清水建設江東ブルーシャークス | 中止 | 日野レッドドルフィンズ | 江東区夢の島陸上競技場 観客数: -人 |
| 2023年2月18日 14:30 |                              |      |                        | 江東区夢の島陸上競技場 観客数: -人 |

- 2023年2月3日から日野レッドドルフィンズ活動無期限停止[24]。

| 2023年2月26日 12:00 | 三重ホンダヒート | 41-26 | 釜石シーウェイブスRFC | 三重交通Gスポーツの森鈴鹿サッカー・ラグビー場 観客数: 2,025人 |
| 2023年2月26日 12:00 | レポート         |       |                       | 三重交通Gスポーツの森鈴鹿サッカー・ラグビー場 観客数: 2,025人 |

| 2023年2月26日 14:30 | 豊田自動織機シャトルズ愛知 | 12-59 | 浦安D-Rocks | パロマ瑞穂ラグビー場 観客数: 1,765人 |
| 2023年2月26日 14:30 | レポート                   |       |             | パロマ瑞穂ラグビー場 観客数: 1,765人 |

#### 第7節
| 2023年3月4日 14:30 | 清水建設江東ブルーシャークス | 0-59 | 浦安D-Rocks | 江東区夢の島陸上競技場 観客数: 1,671人 |
| 2023年3月4日 14:30 | レポート                     |      |             | 江東区夢の島陸上競技場 観客数: 1,671人 |

| 2023年3月5日 12:00 | 釜石シーウェイブスRFC | 38-44 | 豊田自動織機シャトルズ愛知 | 釜石鵜住居復興スタジアム 観客数: 831人 |
| 2023年3月5日 12:00 | レポート              |       |                            | 釜石鵜住居復興スタジアム 観客数: 831人 |

| 2023年3月5日 12:00 | 日野レッドドルフィンズ | 中止 | 三重ホンダヒート | 武蔵野市立武蔵野陸上競技場 観客数: -人 |
| 2023年3月5日 12:00 |                        |      |                  | 武蔵野市立武蔵野陸上競技場 観客数: -人 |

- 活動無期限停止中の日野レッドドルフィンズの出場辞退の意向を受け、第7節及び第8節の同チームの試合中止を、2月17日に決定[25]。

#### 第8節
| 2023年3月12日 12:00 | 日野レッドドルフィンズ | 中止 | 豊田自動織機シャトルズ愛知 | 太田市運動公園陸上競技場 観客数: -人 |
| 2023年3月12日 12:00 |                        |      |                            | 太田市運動公園陸上競技場 観客数: -人 |

| 2023年3月12日 13:05 | 釜石シーウェイブスRFC | 19-92 | 浦安D-Rocks | 釜石鵜住居復興スタジアム 観客数: 1,208人 |
| 2023年3月12日 13:05 | レポート              |       |             | 釜石鵜住居復興スタジアム 観客数: 1,208人 |

| 2023年3月12日 14:30 | 三重ホンダヒート | 46-17 | 清水建設江東ブルーシャークス | 三重交通Gスポーツの森鈴鹿サッカー・ラグビー場 観客数: 2,117人 |
| 2023年3月12日 14:30 | レポート         |       |                              | 三重交通Gスポーツの森鈴鹿サッカー・ラグビー場 観客数: 2,117人 |

#### 第9節
| 2023年3月18日 12:00 | 浦安D-Rocks | 中止 | 日野レッドドルフィンズ | ユアテックスタジアム仙台 観客数: -人 |
| 2023年3月18日 12:00 |             |      |                        | ユアテックスタジアム仙台 観客数: -人 |

- 2023年3月2日、日野レッドドルフィンズは2022-23シーズン第9節以降について、入替戦を含む全試合の出場辞退を発表[26]。

| 2023年3月19日 12:00 | 釜石シーウェイブスRFC | 26-35 | 清水建設江東ブルーシャークス | 釜石鵜住居復興スタジアム 観客数: 1,247人 |
| 2023年3月19日 12:00 | レポート              |       |                              | 釜石鵜住居復興スタジアム 観客数: 1,247人 |

| 2023年3月19日 14:30 | 豊田自動織機シャトルズ愛知 | 22-50 | 三重ホンダヒート | パロマ瑞穂ラグビー場 観客数: 1,948人 |
| 2023年3月19日 14:30 | レポート                   |       |                  | パロマ瑞穂ラグビー場 観客数: 1,948人 |

#### 第10節
| 2023年3月25日 14:30 | 清水建設江東ブルーシャークス | 3-34 | 豊田自動織機シャトルズ愛知 | 江東区夢の島陸上競技場 観客数: 878人 |
| 2023年3月25日 14:30 | レポート                     |      |                            | 江東区夢の島陸上競技場 観客数: 878人 |

| 2023年3月26日 12:00 | 釜石シーウェイブスRFC | 中止 | 日野レッドドルフィンズ | 釜石鵜住居復興スタジアム 観客数: -人 |
| 2023年3月26日 12:00 |                       |      |                        | 釜石鵜住居復興スタジアム 観客数: -人 |

- 2023年3月2日、日野レッドドルフィンズは2022-23シーズン第9節以降について、入替戦を含む全試合の出場辞退を発表[26]。

| 2023年3月26日 12:00 | 浦安D-Rocks | 20-10 | 三重ホンダヒート | 新潟市陸上競技場 観客数: 1,853人 |
| 2023年3月26日 12:00 | レポート    |       |                  | 新潟市陸上競技場 観客数: 1,853人 |

### 順位決定戦

#### 1～3位 順位決定戦
| 2023年4月9日 14:10 | 浦安D-Rocks | 31-12 | 豊田自動織機シャトルズ愛知 | 江東区夢の島陸上競技場 観客数: 1,388人 |
| 2023年4月9日 14:10 | レポート    |       |                            | 江東区夢の島陸上競技場 観客数: 1,388人 |

| 2023年4月15日 12:00 | 豊田自動織機シャトルズ愛知 | 13-14 | 三重ホンダヒート | 光明寺公園球技場 観客数: 850人 |
| 2023年4月15日 12:00 | レポート                   |       |                  | 光明寺公園球技場 観客数: 850人 |

| 2023年4月22日 14:30 | 浦安D-Rocks | 48-28 | 三重ホンダヒート | 駒沢オリンピック公園総合運動場陸上競技場 観客数: 2,493人 |
| 2023年4月22日 14:30 | レポート    |       |                  | 駒沢オリンピック公園総合運動場陸上競技場 観客数: 2,493人 |

- 順位決定戦結果は、浦安1位、三重2位、愛知3位。各チームともDIVISION1との入替戦へ。

#### 4～6位 順位決定戦
| 2023年4月22日 14:30 | 豊田自動織機シャトルズ愛知 | 10-38 | 釜石シーウェイブスRFC | 江東区夢の島陸上競技場 観客数: 2,175人 |
| 2023年4月22日 14:30 | レポート                   |       |                       | 江東区夢の島陸上競技場 観客数: 2,175人 |

- 日野レッドドルフィンズは6位確定のため、4位と5位の決定戦を実施した[27]。
- 順位決定戦結果は、釜石4位（DIVISION3との入替戦へ）、江東5位（DIVISION3との入替戦へ）、日野6位（DIVISION3へ自動降格）。

### 入替戦

#### D1/D2入替戦 D1 10位 vs D2 3位
| 2023年5月6日 14:30 | 豊田自動織機シャトルズ愛知 | 10-38 | 三菱重工相模原ダイナボアーズ | パロマ瑞穂ラグビー場 観客数: 2,266人 |
| 2023年5月6日 14:30 | レポート                   |       |                              | パロマ瑞穂ラグビー場 観客数: 2,266人 |

| 2023年5月14日 14:30 | 三菱重工相模原ダイナボアーズ | 43-14 | 豊田自動織機シャトルズ愛知 | 海老名運動公園陸上競技場 観客数: 1,406人 |
| 2023年5月14日 14:30 | レポート                     |       |                            | 海老名運動公園陸上競技場 観客数: 1,406人 |

- 入替戦の結果、豊田自動織機シャトルズ愛知はDIVISION2に残留[19]。

#### D1/D2入替戦 D1 11位 vs D2 2位
| 2023年5月5日 12:00 | 三重ホンダヒート | 34-29 | NECグリーンロケッツ東葛 | 三重交通Gスポーツの森鈴鹿 観客数: 3,128人 |
| 2023年5月5日 12:00 | レポート         |       |                         | 三重交通Gスポーツの森鈴鹿 観客数: 3,128人 |

| 2023年5月13日 14:30 | NECグリーンロケッツ東葛 | 12-13 | 三重ホンダヒート | 柏の葉公園総合競技場 観客数: 2,018人 |
| 2023年5月13日 14:30 | レポート                |       |                  | 柏の葉公園総合競技場 観客数: 2,018人 |

- 入替戦の結果、三重ホンダヒートはDIVISION1へ昇格[18]。

#### D1/D2入替戦 D1 12位 vs D2 1位
| 2023年5月7日 12:00 | 浦安D-Rocks | 14-36 | 花園近鉄ライナーズ | ユアテックスタジアム仙台 観客数: 2,360人 |
| 2023年5月7日 12:00 | レポート    |       |                    | ユアテックスタジアム仙台 観客数: 2,360人 |

| 2023年5月13日 12:00 | 花園近鉄ライナーズ | 56-21 | 浦安D-Rocks | 東大阪市花園ラグビー場 観客数: 5,459人 |
| 2023年5月13日 12:00 | レポート           |       |             | 東大阪市花園ラグビー場 観客数: 5,459人 |

- 入替戦の結果、浦安D-RocksはDIVISION2に残留[17]。

#### D2/D3入替戦 D2 4位 vs D3 3位
| 2023年5月6日 12:00 | 釜石シーウェイブスRFC | 25-25 | クリタウォーターガッシュ昭島 | 釜石鵜住居復興スタジアム 観客数: 985人 |
| 2023年5月6日 12:00 | レポート              |       |                              | 釜石鵜住居復興スタジアム 観客数: 985人 |

| 2023年5月13日 14:30 | クリタウォーターガッシュ昭島 | 28-38 | 釜石シーウェイブスRFC | パロマ瑞穂ラグビー場 観客数: 592人 |
| 2023年5月13日 14:30 | レポート                     |       |                       | パロマ瑞穂ラグビー場 観客数: 592人 |

- 入替戦の結果、釜石シーウェイブスRFCはDIVISION2に残留[20]。

#### D2/D3入替戦 D2 5位 vs D3 2位
| 2023年5月5日 14:30 | 清水建設江東ブルーシャークス | 0-48 | 九州電力キューデンヴォルテクス | 江東区夢の島競技場 観客数: 1,623人 |
| 2023年5月5日 14:30 | レポート                     |      |                                | 江東区夢の島競技場 観客数: 1,623人 |

| 2023年5月13日 14:30 | 九州電力キューデンヴォルテクス | 12-17 | 清水建設江東ブルーシャークス | 駅前不動産スタジアム 観客数: 2,888人 |
| 2023年5月13日 14:30 | レポート                       |       |                              | 駅前不動産スタジアム 観客数: 2,888人 |

- 入替戦の結果、清水建設江東ブルーシャークスはDIVISION3へ降格[21]。